# 客語聖經：現代台灣客語譯本
《客語聖經：現代台灣客語譯本》（英文：Hakka Bible: Today's Taiwan Hakka Version；客語白話字：Hak-ngî Sṳn-kîn: Hien-thoi Thòi-vân Hak-ngî Yi̍t-pún）是今日客語人士使用的《聖經》譯本。此譯本的出版起源自2012年4月22日，6月5日在新竹國立交通大學舉行感恩禮拜，有1200位來自世界各地的客人 (Hak ngìn) 福音代表參加。於1993年出版《新約》。翻譯工作是由台灣聖經公會、台灣基督長老教會、加拿大長老教會以及基督教客家福音協會的26年合作。現代台灣客語譯本由客語漢字及客語白話字雙方文字同時並存。首批六千本客語聖經由韓國聖經印刷機構所印刷。　

## 歷史

### 之前的客家聖經翻譯

#### 巴色會傳教差會在中國

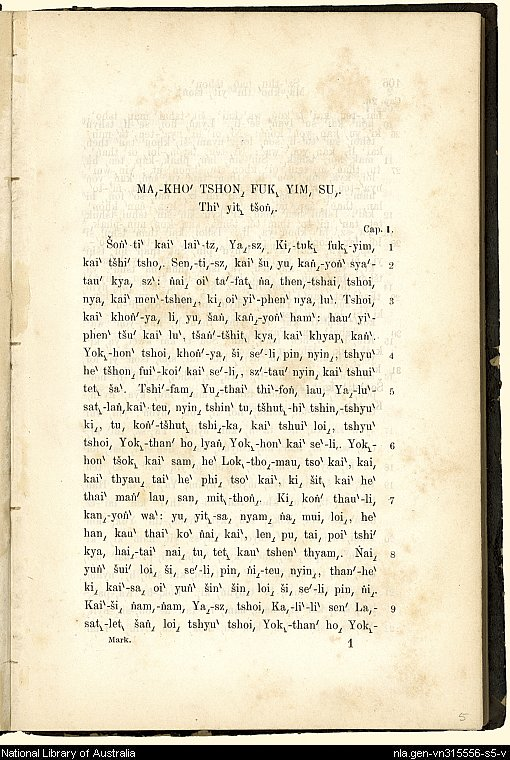
1874年巴色會傳教差會出版的《馬可福音》，採用萊普修斯羅馬拼音（Lepsius Romanization）。

最早的傳教士對客家人傳福音是19世紀在瑞士創立的巴色會傳教差會（Basel Missionary Society），成员来自被北欧各地，1847年3月19日到達廣東省 。隨後韓山明編譯《客德字典》該字典採用廣東西南地區之客家方言。1860年在柏林出版客語羅馬字之《馬太福音》。1866年德國傳教士黎力基（Rudolf Lechler）与韋腓立到香港出版羅馬字之《路加福音》，1883年客語羅馬字全《新約聖經》由畢安牧師以及客家助手江发鈴（現僅知姓江，拼音為Kong Fat-lin，又名A-yun）翻译成客語罗马字，在同年，在英國聖經公會建議之下，巴色會也把《新約聖經》譯成客語漢字版。1886年傳教士史鄂圖出版客語羅馬字之《創世紀》和《出埃及紀》。1904年出版客語《新約聖經》修訂版，這次所有出版費用由英國和外國聖經公會報銷，他們唯一條件就是譯本內容必須用客語漢字寫。1916年全本客語漢字之《舊約聖經》已完成。

#### 英國長老會差會在中國

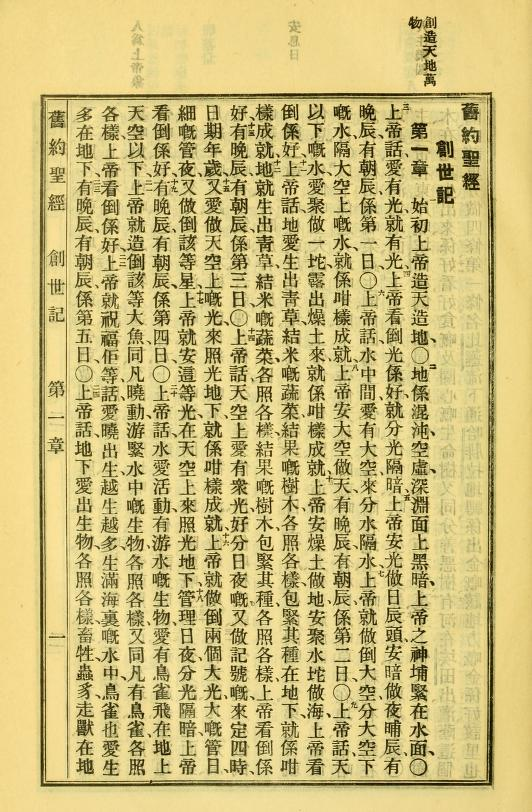
1923年在上海出版的客語《舊約聖經》，採用客語漢字。

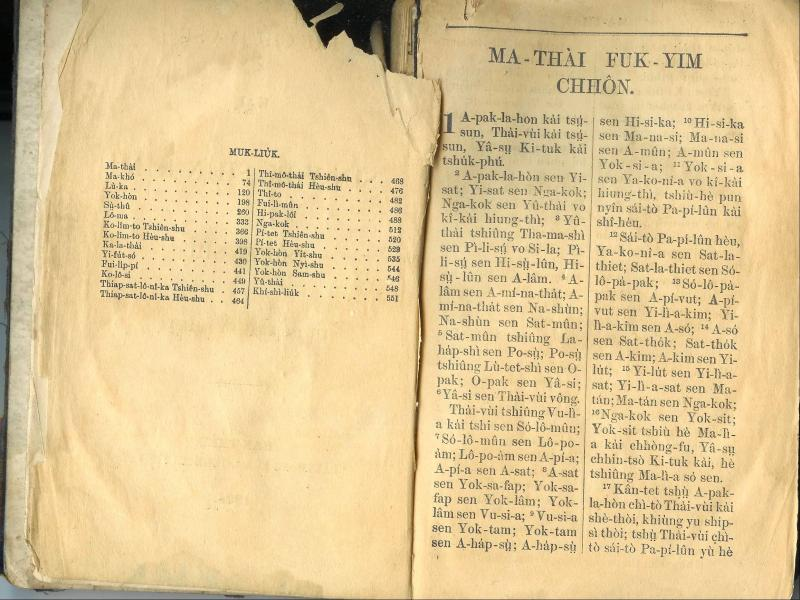
1924年英國長老會差會在汕頭出版的客語《新約聖經》，採用客語白話字。

英國長老會差會是為了海外傳教任務而組成的，他們最初來華之傳教士宾威廉由1847年在厦門建立傳教站，十年后施饒理牧師也被差派來協助建造教堂，學校和醫院。英國長老會差會四個主要宣教中心被劃定為「厦門區」、「汕頭區」、「台南區」以及「客家區」。客家區的传教站是在今日的揭西縣，大埔縣及上杭縣。1871年施饒理牧師進入了揭西縣而在河婆建立教堂，当年又回英国招了兩位阿伯丁大學同事紀多納和李威廉，1879年到達中國開始對客家人傳教。1905年紀多納牧師出版了《客英詞典》，該字典採用廣東北地區之客家方言。1923年到上海出版客語漢字版的《客話新舊約全書》，1924年英國長老會差會在汕頭出版《救主嘅耶穌新約聖經》的客語白話字譯本。
不久之後，台灣長老會差派鐘天枝牧師去汕頭學習讀寫客語話字，目的就是能幫助台灣客家基督徒把聖經編譯成他們自己的客家方言，因廣東東北部客家方言與台灣客家地區的方言有差別。

## 翻譯
1956年到1972年就有人開始把聖經翻譯成台灣客家話，但材料資源有限。1984年5月10日彭德貴牧師和各地客家長老與執事開會成立「客語聖經翻譯委員會」，成員由台灣聖經公會、台灣基督長老教會、基督教客家福音協會以及加拿大長老教會组成。加拿大也差派了幾位希伯來文和古希臘文聖經學者到台灣協助解經工作。1993年出版《新約》，2012年《新約》翻译工作完成，2012年4月22日出版。